# Csucsa község
Csucsa község (románul: Comuna Ciucea) község Kolozs megyében, Romániában. Központja Csucsa, ide tartozó falu Börvény.

## Fekvése
Kolozs megye nyugati részén, a Sebes-Körös völgyében helyezkedik el, Kolozsvártól 72 kilométer távolságra a DN1-es út mentén. Nyugaton Bihar megyével, északon Szilágy megyével szomszédos.

## Népessége
A 2011-es népszámlálás adatai alapján a község népessége 1547 fő volt, amely csökkenést jelentett a 2002-ben feljegyzett 1745 főhöz képest. A lakosság túlnyómó részben (96,19%) románokból áll. A vallásukat illetően a lakosság többsége ortodox (89,66%), de kisebb számban élnek a községben Jehova Tanúi (2,39%), baptisták (2%) és pünkösdisták (1,23%) is.

## Nevezetességei
A község területéről az alábbi épületek szerepelnek a romániai műemlékek jegyzékében:
- a királyhágói Istenszülő elszenderedése fatemplom (LMI-kódja CJ-II-m-B-07539)
- a csucsai Boncza-kastély (ma Octavian Goga Múzeum), a birtok területén levő ortodox fatemplom és az Octavian Goga-mauzóleum (CJ-II-a-A-07568)